# Liste de cols en Haute-Garonne
Le département de la Haute-Garonne comporte de nombreuses plaines et vallées, mais n'en est pas moins un territoire abrupt constitué de montagnes notamment dans les Pyrénées.
| Nom                   | Tri par nom    | Altitude (en m) | Type             | Entre                        | Et                 | Coordonnées                 | Références | Image |
| --------------------- | -------------- | --------------- | ---------------- | ---------------------------- | ------------------ | --------------------------- | ---------- | ----- |
| Col des Ares          | Ares           | 797             | routier          | Fronsac                      | Juzet-d'Izaut      | 42° 59′ 25″ N, 0° 41′ 36″ E |            |       |
| Col d'Artigascou      | Artigascou     | 1 351           | route forestière | Melles                       | Boutx              | 42° 53′ 19″ N, 0° 47′ 14″ E |            |       |
| Col d'Artigaux        | Artigaux       | 1 382           | route forestière | Melles                       | Melles             | 42° 53′ 12″ N, 0° 46′ 38″ E | [ 1 ]      |       |
| Port de Balès         | Balès          | 1 755           | routier          | Ferrère                      | Bourg-d'Oueil      | 42° 52′ 28″ N, 0° 30′ 04″ E |            |       |
| Col de Buret          | Buret          | 599             | D 618            | Juzet-d'Izaut                | Juzet-d'Izaut      | 42° 58′ 41″ N, 0° 46′ 13″ E | [ 1 ]      |       |
| Col de la Clin        | Clin           | 1 246           | RD 44            | Boutx                        | Boutx              | 42° 55′ 08″ N, 0° 46′ 29″ E | [ 1 ]      |       |
| Col de Hougas         | Hougas         | 1 239           |                  | Herran                       | Milhas             | 42° 58′ 34″ N, 0° 51′ 15″ E | .          |       |
| Col de Hourques       | Hourques       | 1 510           |                  |                              |                    | 42° 54′ 45″ N, 0° 35′ 50″ E | [ 1 ]      |       |
| Col de la Hountarède  | Hountarède     | 475             | RD 331           | Barbazan                     | Cier-de-Rivière    | 43° 02′ 30″ N, 0° 37′ 22″ E | [ 1 ]      |       |
| Col de la Husse       | Husse          | 1 255           |                  | Chein-Dessus                 | Milhas             | 42° 59′ 07″ N, 0° 51′ 06″ E | [ 1 ]      |       |
| Col de Larrieu        | Larrieu        | 708             | RD 34            | Chein-Dessus                 | Estadens           | 43° 00′ 58″ N, 0° 51′ 34″ E | [ 1 ]      |       |
| Col de Louron         | Louron         | 2 001           |                  | Cazaux-Fréchet-Anéran-Camors | Bourg-d'Oueil      | 42° 50′ 58″ N, 0° 27′ 46″ E | [ 1 ]      |       |
| Col de Louzet         | Louzet         | 681             | RD 34            | Aspet                        | Aspet              | 43° 00′ 47″ N, 0° 50′ 42″ E | [ 1 ]      |       |
| Col de Menté          | Menté          | 1 349           | routier          | Saint-Béat                   | Ger-de-Boutx       | 42° 55′ 08″ N, 0° 45′ 43″ E |            |       |
| Seuil de Naurouze     | Naurouze       | 189             | Canal du Midi    | Avignonet-Lauragais          | Labastide-d'Anjou  | 43° 21′ 18″ N, 1° 48′ 04″ E |            |       |
| Port de Peirrefite    | Peirrefite     | 1 855           |                  | Bourg-d'Oueil                | Bareilles          | 42° 52′ 05″ N, 0° 28′ 18″ E | [ 1 ]      |       |
| Col de Peyresourde    | Peyresourde    | 1 569           | D 618            | Armenteule                   | Bagnères-de-Luchon | 42° 48′ 08″ N, 0° 27′ 45″ E |            |       |
| Col de Portet-d'Aspet | Portet-d'Aspet | 1 069           | routier          | Portet-d'Aspet               | Saint-Lary         | 42° 56′ 41″ N, 0° 51′ 15″ E |            |       |
| Col du Portillon      | Portillon      | 1 293           | D 618            | Luchon                       | Bossòst            | 42° 46′ 08″ N, 0° 39′ 36″ E |            |       |
| Port de Vénasque      | Vénasque       | 2 444           | HRP              | Luchon                       | Benasque           | 42° 41′ 33″ N, 0° 38′ 27″ E |            |       |